# Урзайбаш
Урзайба́ш (баш. Урҙайбаш) — село в Буздякском районе Республики Башкортостан Российской Федерации. Входит в состав Арслановского сельсовета.

## География
Стоит в истоках (баш. баш) реки Урзай (баш. Урҙай)

### Географическое положение
Расстояние до:
- районного центра (Буздяк): 30 км,
- ближайшей ж/д станции (Буздяк): 17 км.

## Топоним
Назван по географическому признаку.

## История
До 2008 года возглавлял сельское поселение Урзайбашевский сельсовет.
Согласно Закону Республики Башкортостан от 19.11.2008 N 49-З «Об изменениях в административно-территориальном устройстве Республики Башкортостан в связи с объединением отдельных сельсоветов и передачей населённых пунктов» включён в Арслановский сельсовет:

## Население
| 2002 | 2009 | 2010 |
| ---- | ---- | ---- |
| 756  | ↘738 | ↘713 |

Согласно переписи 2002 года, преобладающие национальности — татары (60 %), башкиры (38 %)

## Инфраструктура
Личное подсобное хозяйство с зоной сельскохозяйственного использования, индивидуальная застройка усадебного типа.
Основа экономики — сельское хозяйство.
Урзайбашевский ФАП.

## Транспорт
Деревня доступна автотранспортом. Остановка общественного транспорта «Урзайбаш».

## Религия
В селе есть мечеть.

## Достопримечательности
- Гора Ташлы-тау[6].

## Известные уроженцы
- Миннибаев, Гумер Хазинурович  (1923—1999) — заместитель командира эскадрильи 947-го Севастопольского штурмового авиационного полка 289-й штурмовой авиационной дивизии 7-го штурмового авиационного корпуса 14-й воздушной армии 3-го Прибалтийского фронта, старший лейтенант, Герой Советского Союза.
- Мавлютова Мунавара Габдракиповна (1923—2022) — врач-хирург, доктор медицинских наук, профессор Башкирского государственного медицинского университета. Отличник здравоохранения СССР (1963).Заслуженный деятель науки Башкирской АССР (1989). Лауреат премии им. С.Д.Терновского.